# Computer Gamer
Computer Gamer était un magazine de jeux vidéo publié au Royaume-Uni par Argus Specialist Publications, couvrant l'univers des consoles de jeux, d'avril 1985 à juin 1987. Il s'agissait d'un reboot coloré Games Computing, un magazine arrêté, plus traditionnel publié en monochrome. Comme de nombreux magazines similaires, il contenait des sections d'actualités, d'évaluations de jeux, de preview, d'astuces, de guides de jeu, de chroniques, de lettres de lecteurs.